# Jorge Salinas (piłkarz)
Jorge Ramón Salinas Martínez (ur. 6 maja 1992 w Pirayú) – paragwajski piłkarz występujący na pozycji ofensywnego pomocnika w Guaireña F.C..

## Sukcesy
Legia Warszawa;
- Mistrzostwo Polski (1x) – 2012/2013
- Puchar Polski (1x) – 2012/13

## Kariera klubowa
Salinas jest wychowankiem drużyny 24 de Junio, której trenerem był jego ojciec. W późniejszym czasie przeszedł do Club Libertad, z siedzibą w stołecznym mieście Asunción, jednak nie zdołał zadebiutować w jego barwach w lidze i we wrześniu 2009 roku został zawodnikiem słowackiego drugoligowca - AS Trenčín. Szybko został podstawowym zawodnikiem drużyny, a w marcu 2010 roku udał się na czterodniowe testy do Chelsea, natomiast dwa miesiące później wziął udział w obozie przygotowawczym Ajaxu Amsterdam. W październiku 2011 roku był jeszcze testowany w SBV Vitesse, lecz nie znalazł zatrudnienia w żadnym z tych klubów. Po dwóch latach spędzonych w Trenčínie, pomógł zespołowi awansować do najwyższej klasy rozgrywkowej. W Corgoň Lidze zadebiutował 15 lipca 2011 roku w przegranym 1:3 spotkaniu ze Slovanem Bratysława, natomiast premierowego gola strzelił 23 listopada tego samego roku w zremisowanej konfrontacji z MŠK Žilina (3:3).
31 lipca 2012 roku Salinas na zasadzie wolnego transferu został zawodnikiem Legii Warszawa. Rozegrał dla niej 13 meczów na poziomie Ekstraklasy, 4 kwietnia 2013 r. rozwiązując umowę z "Wojskowymi".

## Kariera reprezentacyjna
Swoje występy w kadrze narodowej Salinas rozpoczął od reprezentacji U-15. W 2009 roku, jako zawodnik reprezentacji Paragwaju do lat 17 został powołany na Młodzieżowe Mistrzostwa Ameryki Południowej, gdzie rozegrał trzy mecze i wpisał się na listę strzelców w wygranym spotkaniu z Peru. Jego drużyna nie zdołała jednak awansować do drugiej rundy turnieju i nie zakwalifikowała się ostatecznie na Mistrzostwa Świata U-17 w Nigerii.